# American Comedy Awards
De American Comedy Awards zijn een groep prijzen die tussen 1987 en 2001 jaarlijks werden uitgereikt aan acteurs en artiesten op het gebied van komedie. Vooral televisiekomedie en komediefilms stonden centraal.

## Achtergrond
De meeste uitreikingen werden gesponsord door de American Broadcasting Company," maar de laatste door Comedy Central.
In de jaren 70 van de 20e eeuw zond ABC al een soortgelijke prijsuitreiking uit genaamd de American Academy of Humor.
Sinds 2003 is de prijs vervangen door de Commie Awards.

## Categorieën
- Televisie:
  - Grappigste actrice in een televisieserie
  - Grappigste acteur in een televisieserie
  - Grappigste vrouwelijke bijrol in een televisieserie
  - Grappigste mannelijke bijrol in een televisieserie
  - Grappigste acteur in een televisiespecial
  - Grappigste actrice in een televisiespecial
  - Grappigste vrouwelijke gastoptreden in een televisieserie
  - Grappigste mannelijke gastoptreden in een televisieserie
  - Grappigste televisieserie
  - Grappigste animatieserie
- Film:
  - Grappigste actrice in een film
  - Grappigste acteur in een film
  - Grappigste vrouwelijke bijrol in een film
  - Grappigste mannelijke bijrol in een film
  - Grappigste film
- Stand-up:
  - Viewers' Choice Stand-Up Comic Award – man
  - Viewers' Choice Stand-Up Comic Award – vrouw
- Lifetime Achievement Award

## Enkele winnaars
- Robin Williams - 1987, 1988, 1994
- Woody Allen - 1987
- Bette Midler - 1987, 1988, 1989, 1996
- Lily Tomlin - 1987, 1992, 1994
- Tom Hanks - 1989, 1993, 1995
- Billy Crystal - 1990, 1992
- Meg Ryan - 1990, 1994
- Whoopi Goldberg - 1991, 1993